# Agriocnemis splendissima
Agriocnemis splendissima е вид водно конче от семейство Coenagrionidae. Видът не е застрашен от изчезване.

## Разпространение
Разпространен е в Индия (Андхра Прадеш, Асам, Бихар, Западна Бенгалия, Карнатака, Керала, Мадхя Прадеш, Махаращра, Ориса, Трипура и Чхатисгарх) и Пакистан.